# Bad Brains (Album)
Bad Brains ist das Debütalbum der gleichnamigen Hardcore-Punk-Band, das 1982 über das New Yorker Musiklabel Reach Out International Records (ROIR) veröffentlicht wurde.

## Entstehung
Die Originalversion des Albums wurde im Jahr 1982 auf Kompaktkassette über Reach Out Records veröffentlicht. Das Album wurde in den New Yorker 171-A Studios vom August bis Oktober 1981 aufgenommen, bis auf die Lieder Jah Calling, Big Takeover, Pay to Cum und I Luv I Jah, die am 16. Mai 1981 live in den 171-A Studios aufgenommen worden waren. Abgemischt wurde das Album von Jay Dublee, Wayne Vlcan und der Band selbst bei Song Shop Recording, während es von Stanley Moskowitz bei ASR Recording Service gemastert wurde. Produziert wurde das Album von David Hahn und John Hanti.
Bad Brains ist das erste veröffentlichte Album der Band, aber nicht das erste von ihr aufgenommene: Bereits 1979 wurde das Album Black Dots eingespielt, das aber erst 1996 veröffentlicht wurde. 1980 hatte die Band außerdem die EP Omega Sessions aufgenommen, die erst 1997 auf den Markt kam.
Ab 1989 wurde das Album mehrfach als Compact-Disc und Schallplatte wiederveröffentlicht, als erstes unter dem Titel Attitude – The Roir Sessions durch In-Effect (Vereinigte Staaten) und We Bite Records (Europa). Eine 1996 erfolgte Wiederveröffentlichung durch ROIR selbst enthielt ein unbetiteltes Bonuslied.

## Titelliste
A-Seite
1. Sailin' On
2. Don't Need It
3. Attitude
4. The Regulator
5. Banned In D.C.
6. Jah Calling
7. Supertouch/Shitfit
8. Leaving Babylon

B-Seite
1. Fearless Vampire Killers
2. I
3. Big Takeover
4. Pay to Cum
5. Right Brigade
6. I Luv I Jah
7. Intro

## Musikstil und Texte
Die Band spielte eine Mischung aus Hardcore Punk und Reggae und verstand es dabei, plötzlich zwischen sehr schnellen Hardcore-Punk-Liedern und langsamen Reggae-Stücken zu wechseln. Die Texte sind bedingt durch die schlechte Aufnahmequalität und die hohe Geschwindigkeit oft nicht verständlich. Die Lieder sind meist sehr kurz und überschreiten fast nie die Zwei-Minuten-Marke. Die Reggae-Stücke handeln oft von Gott, der, wie bei den Rastafari und im Reggae üblich, Jah genannt wird.

## Kritiken
Greg Prato von Allmusic schrieb, dass dieses Album wohl der heilige Gral des Hardcore Punk sei und lobte vor allem den Wechsel zwischen langsamen Reggae-Liedern und schnellen Hardcore-Punk-Stücken. Er vergab viereinhalb von fünf Punkten. Steven McDonald von Allmusic merkte die schlechte Aufnahmequalität von Attitude – The Roir Sessions an, jedoch würde dies zur Verbesserung der Atmosphäre beitragen, da es sich schließlich um eine Punk-Band handle. Das Album sei nicht Jedermanns Sache, aber ein wichtiger Moment Musikgeschichte. Er vergab ebenfalls viereinhalb Punkte. Robert Müller vom Metal Hammer zeigte sich durch die Mischung aus Hardcore Punk und Reggae nicht beeindruckt. Dieser „Reggae-Sumpf“ werde sich ihm wohl nie erschließen und zeigte sich genervt vom „Predigergehabe“ in den von Jah handelnden Reggae-Stücken. Das Album sei „mit Sicherheit ein Dokument der Wichtigkeit der Bad Brains für die Entwicklung des Hardcore der 1980er Jahre, aber ob man es deswegen braucht, sei angesichts der Flut guter neuer Hardcore-Releases dahingestellt“. Müller vergab keine Wertung. Das Magazin Rolling Stone wählte das Album in seiner 2016 erschienenen Liste 40 Greatest Punk Albums of All Time auf Platz 19.